# Visje in het water
Visje in het water is een single van K3, uitgebracht op 12 oktober 2022. Het is de zesde single van K3 in de bezetting van Julia Boschman, Hanne Verbruggen en Marthe De Pillecyn.

## Achtergrond
Het nummer werd uitgebracht op 12 oktober 2022. Op de single werden ook nog de nummers Nooit meer oorlog, Mango Mango en Vleugels toegevoegd. Het nummer gaat over vriendschap, meer bepaald over die persoon bij wie je volledig jezelf kunt zijn en waarbij je je dus als een visje in het water voelt.
Het nummer werd gebruikt als intronummer van K3 Vriendenboek, een programma waarin de meiden op pad gaan met de vrienden uit het vriendenboek. Het diende ook als openingsnummer voor de Vleugels-show.